# كنيس شموئيل اللاوي
كنيس شموئيل اللاوي، ويعرف الآن باسم كنيس الانتقال ((بالإسبانية: Sinagoga del Tránsito)‏)، هو مبني تاريخي في مدينة طليطلة الإسبانية. يشتهر بنقشه، الذي يشابه التزيين في قصر إشبيلية وقصور الحمراء في غرناطة. تم تحويل الكنيس إلى كنيسة بعد طرد اليهود من إسبانيا. المبنى الذي هو في حالة جيدة هو حالياً متحف.

## تاريخ

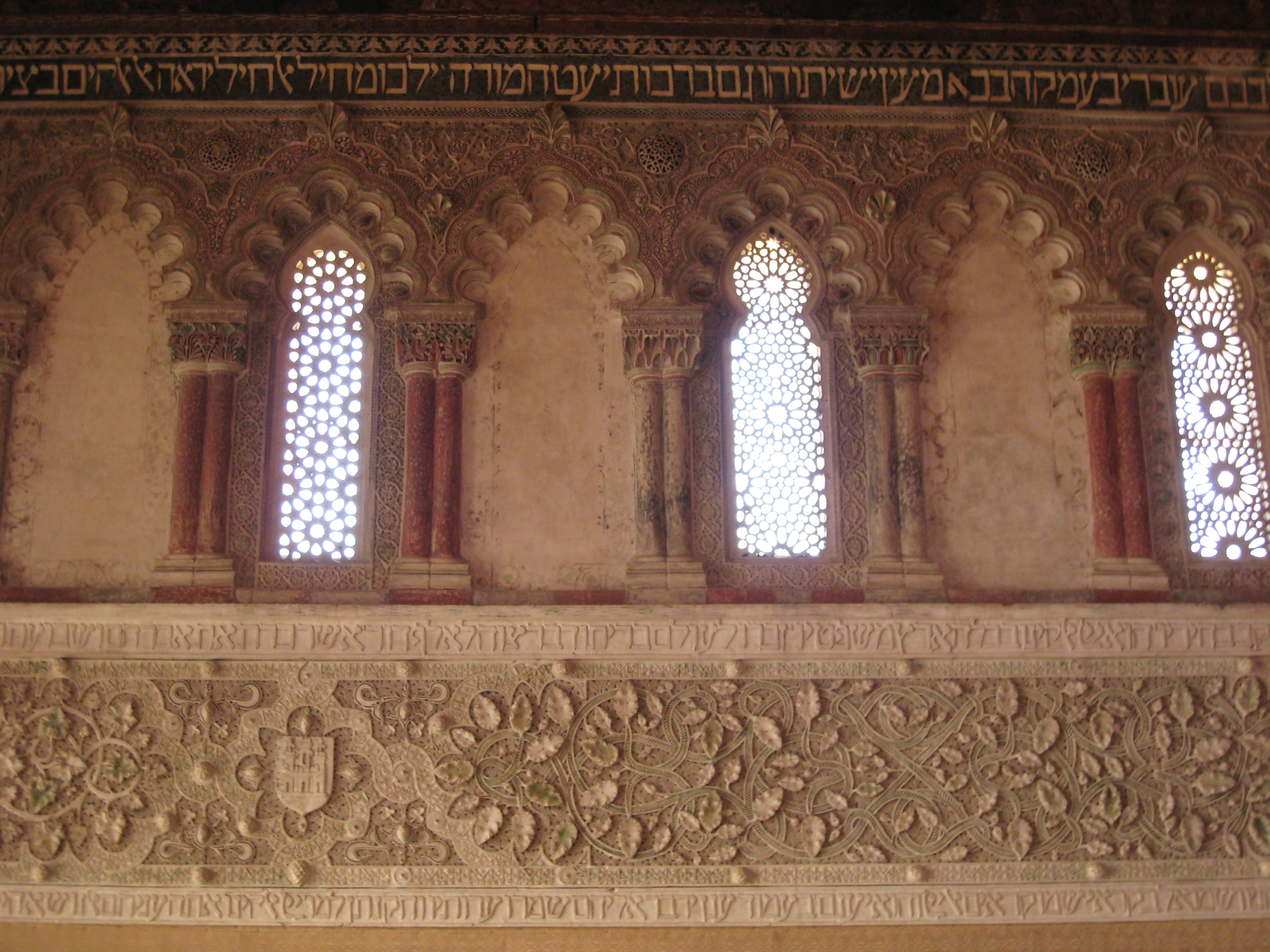
داخلية كنيس شموئيل اللاوي

الكنيس أسسه شموئيل اللاوي أبو العافية، أمين خزانة بيدرو ملك قشتالة، وذلك عام 1356. كان من أسرة خدمت ملوك قشتالة عبر أجيال عديدة ومنها هناك قباليون وعلماء التوراة. من المرجح أن الملك بيدرو أبدى سمحه ببناء الكنيس تعويضا ليهود طليطلة بعد الدمار الناتج عن بوغروم ضد اليهود عَقبَ وصول الموت الأسود في طليطلة. المؤسس في آخر المطاف تدهورت علاقته بالملك فأُعدم عام 1360. حُوِّلَ الكنيس اليهودي إلى كنيسة مسيحسية عقب طرد اليهود من إسبانيا. المبني، وهو بحالة حفظ جيدة، هو متحف الآن.

## معمارية
تحدى اللاوي القوانين التي نصت على أن الكنيس اليهودي يجب أن يكون أصغر وأقصر من الكنائس المسيحية وبسيطة التصميم، ويبدو أنه قام بذلك مع سمح الملك بيدور. يتميز المبني بيسرية نصرية متعددة الألوان ونصوص عبرية مننقوشة تمدح للملك واللاوي نفسه واقتباسات من المزامير، بالإضافة إلى أقواس وسقف منقوش كبير بأسلوب المدجنين.
كانت النساء منقصلات عن الرجال خلال الشعائر الدينية؛ كان هناك طابق ثان مخصص لهن. المشرف مبنى على الحائط الجنوبي، ويتكون من خمس فجوات تشرف على خزانة التوراة. 

## معرض الصور

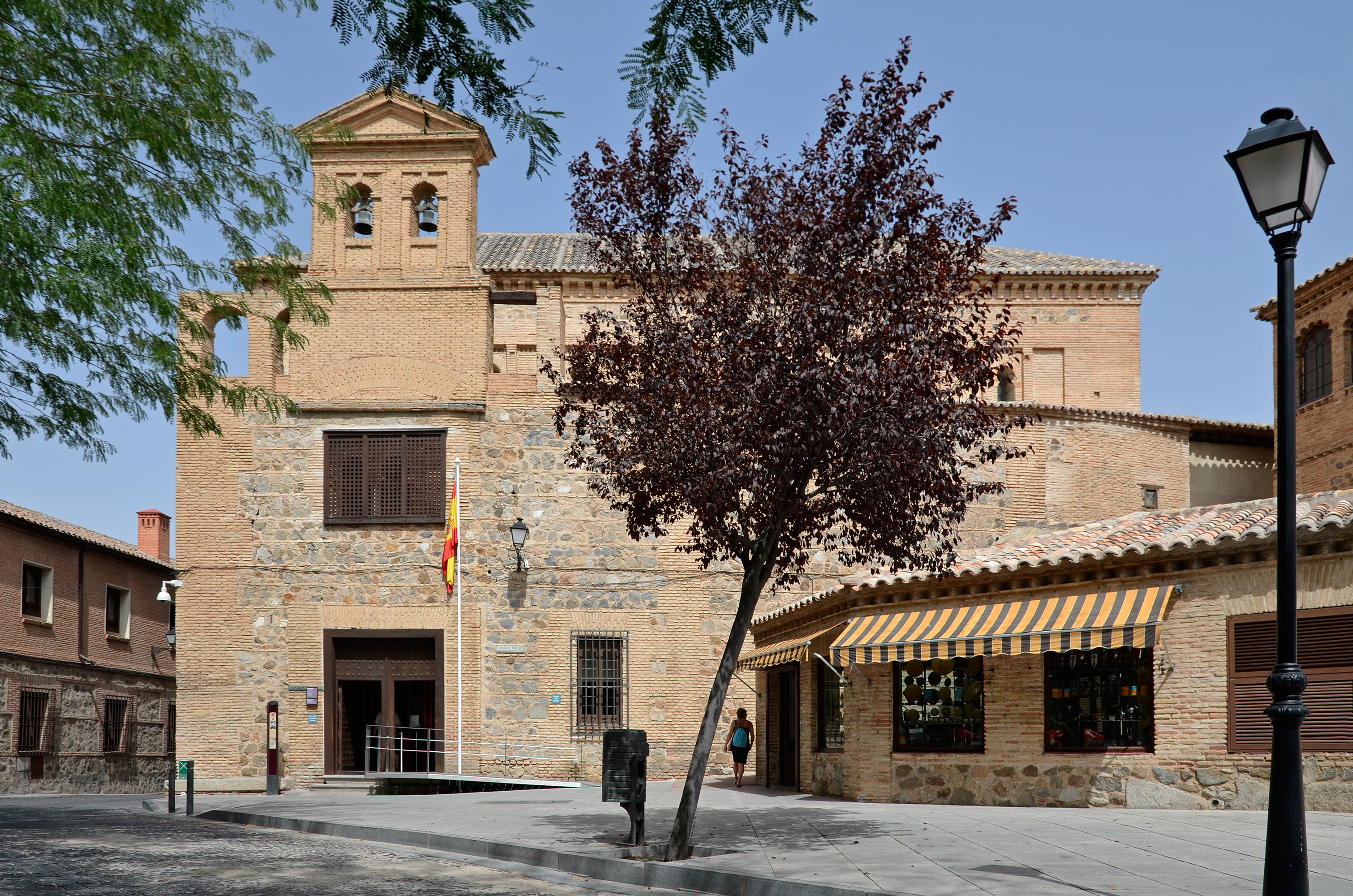
كنيس الانتقال
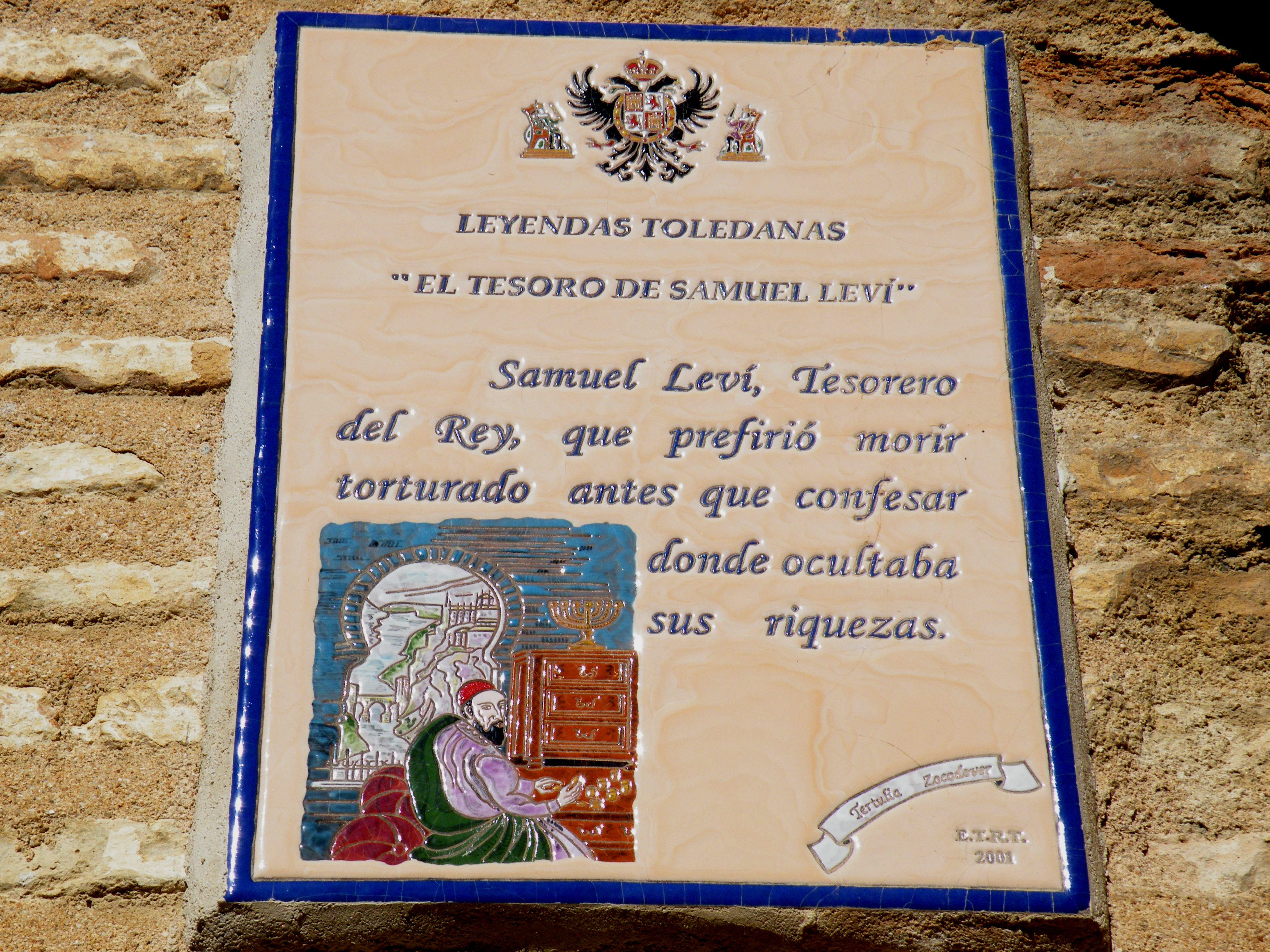
شموئيل اللاوي
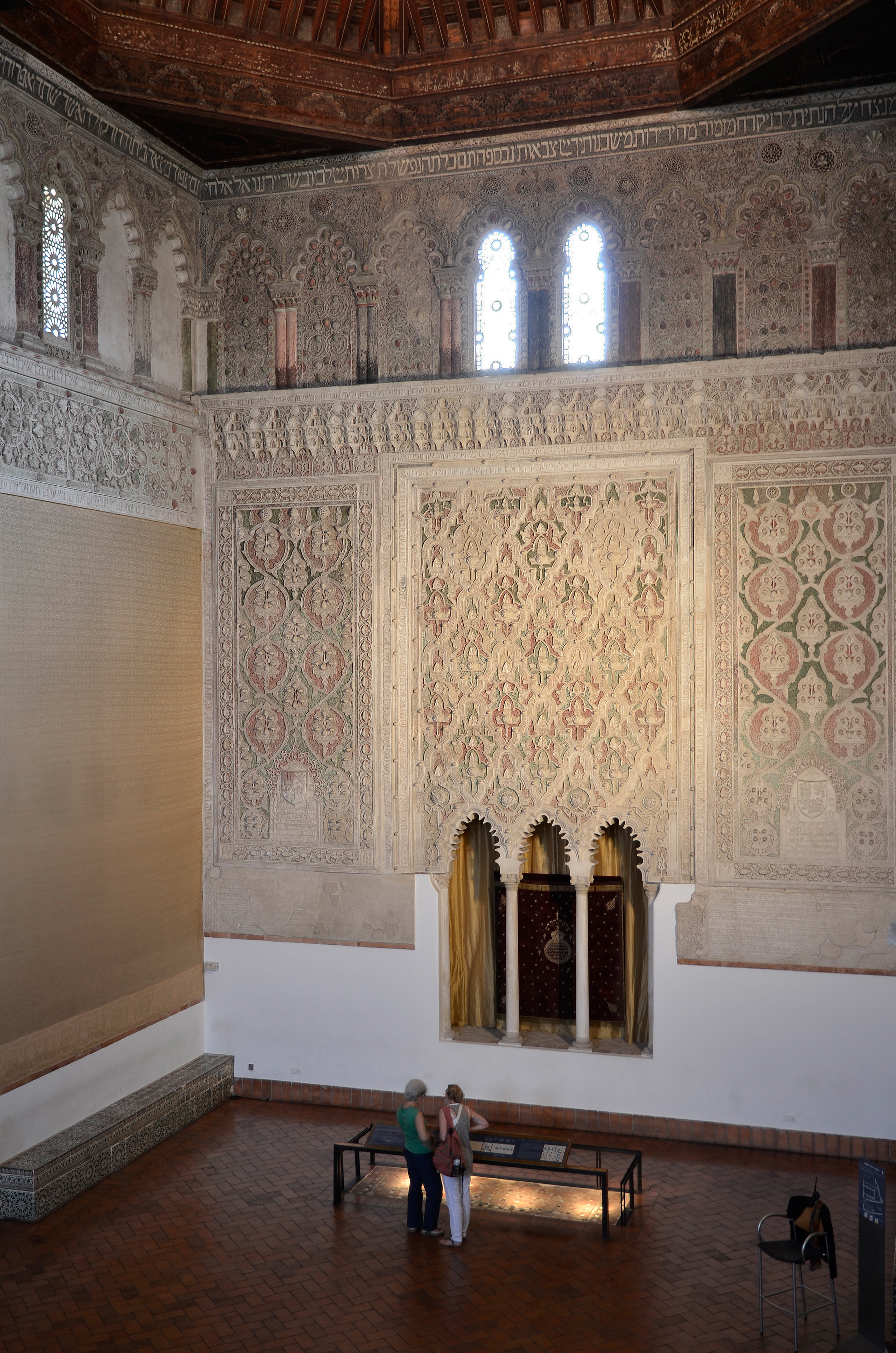
الخزانة المقدسة
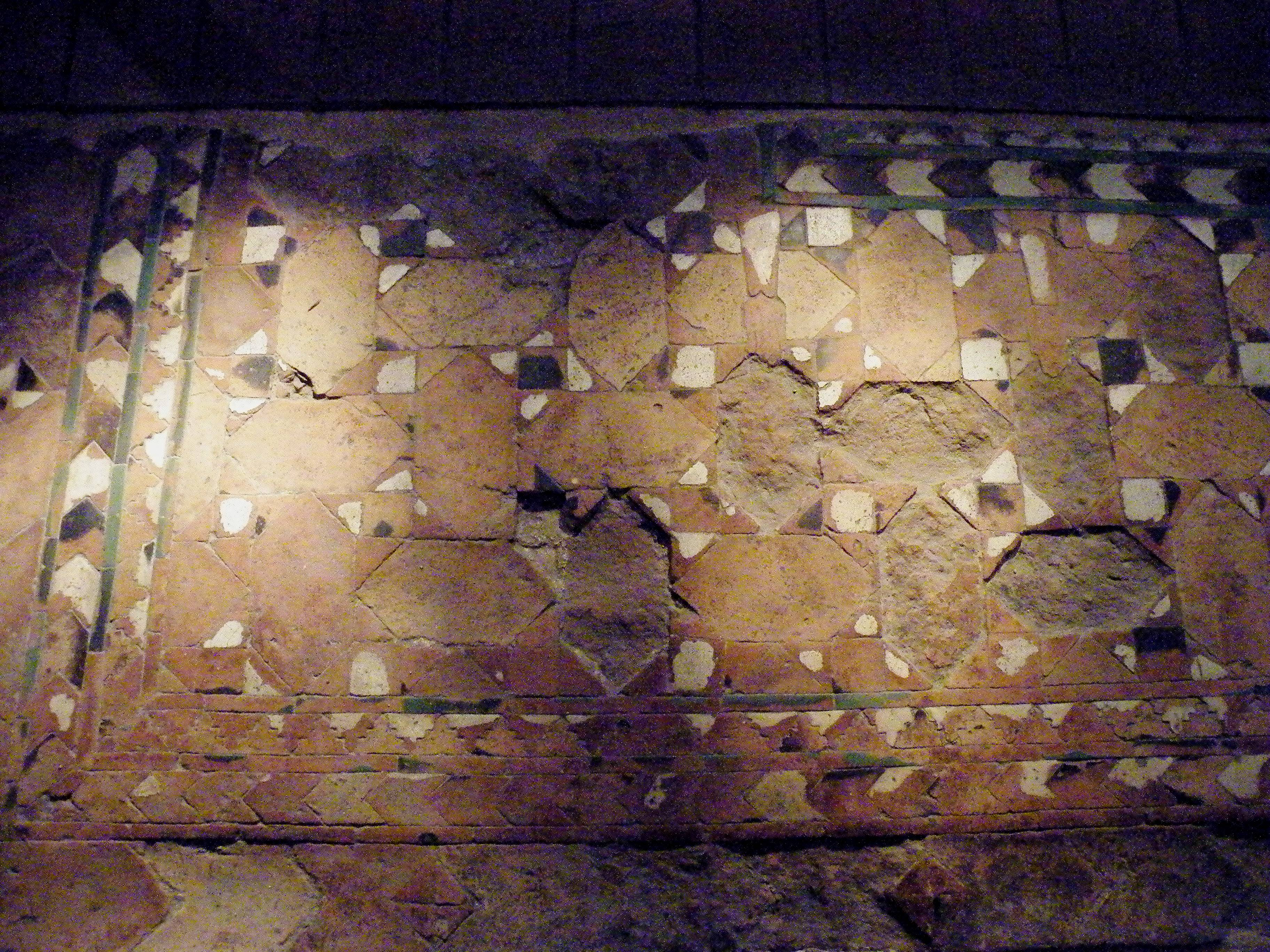
فسيفساء
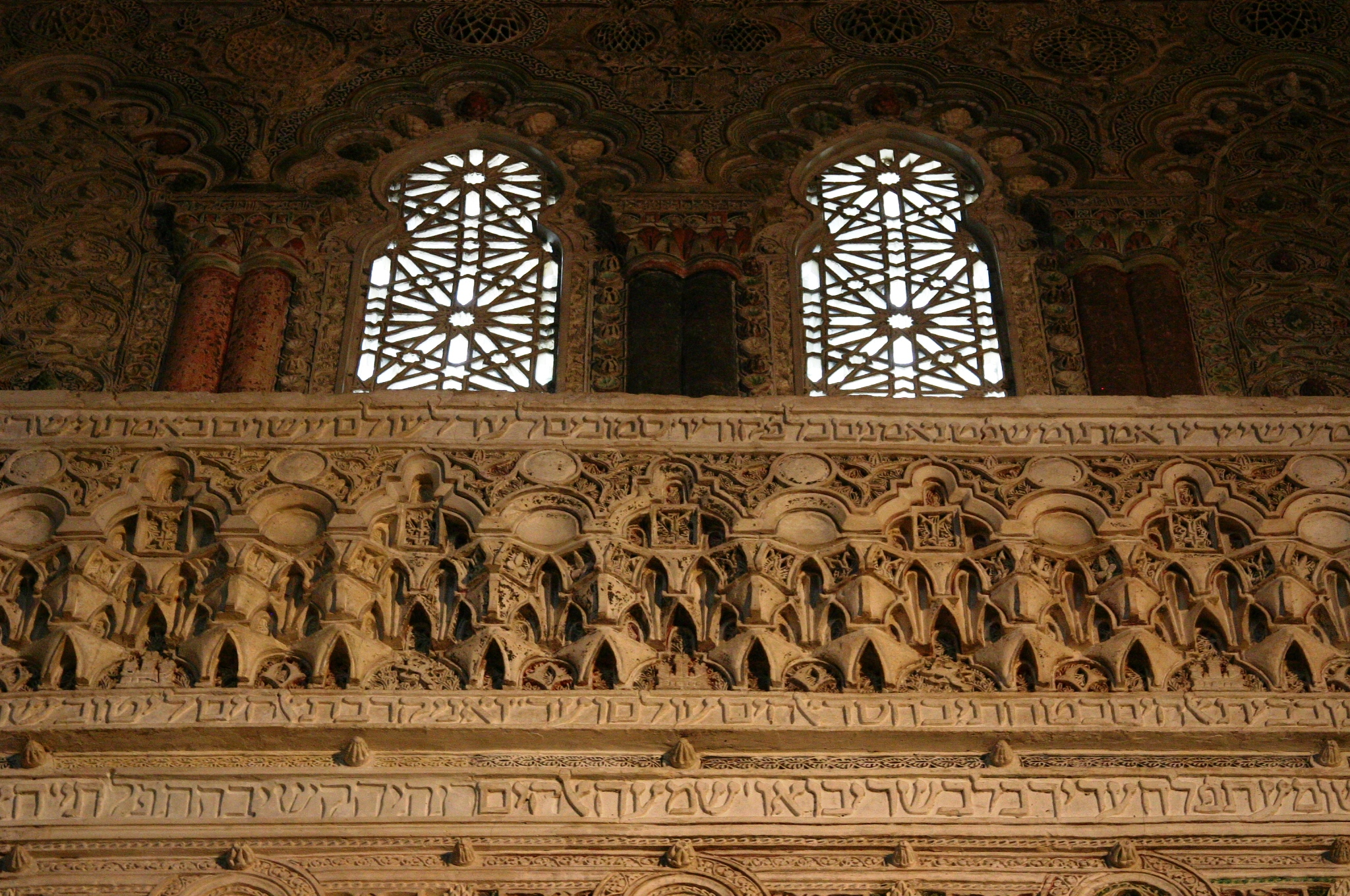
نوافذ ونقش بارز
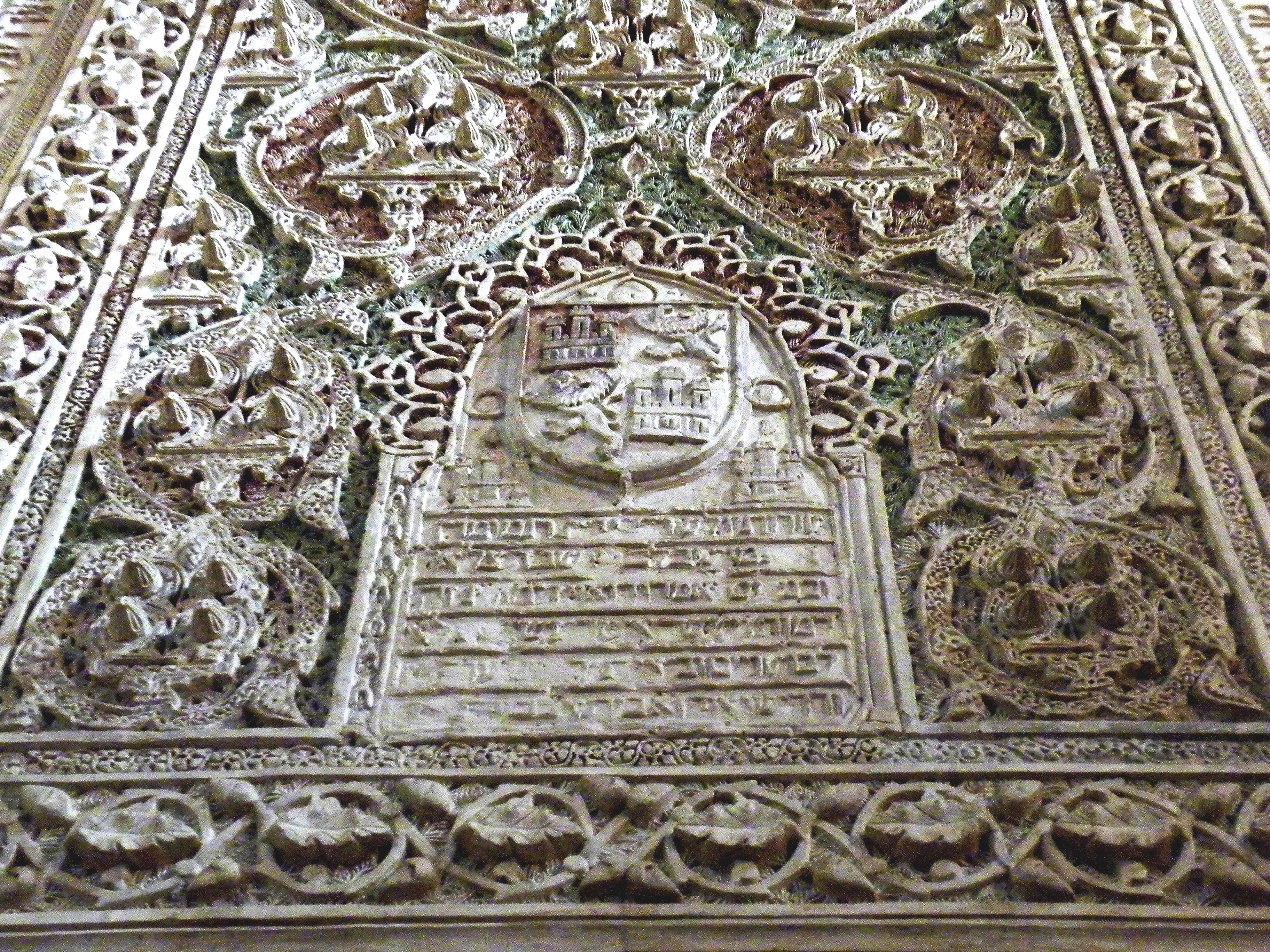
التفاصيل على الحائط الشرقي
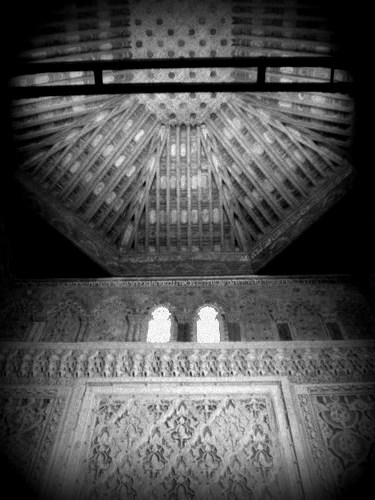
تفاصيل السقف والحائط
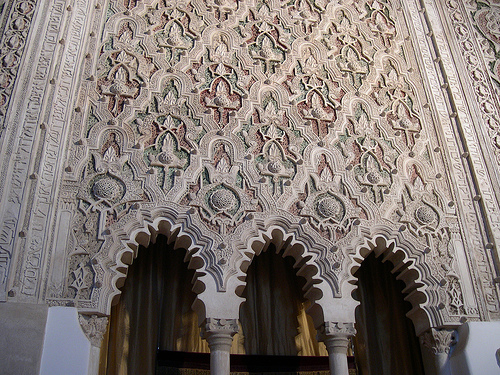
داخلية
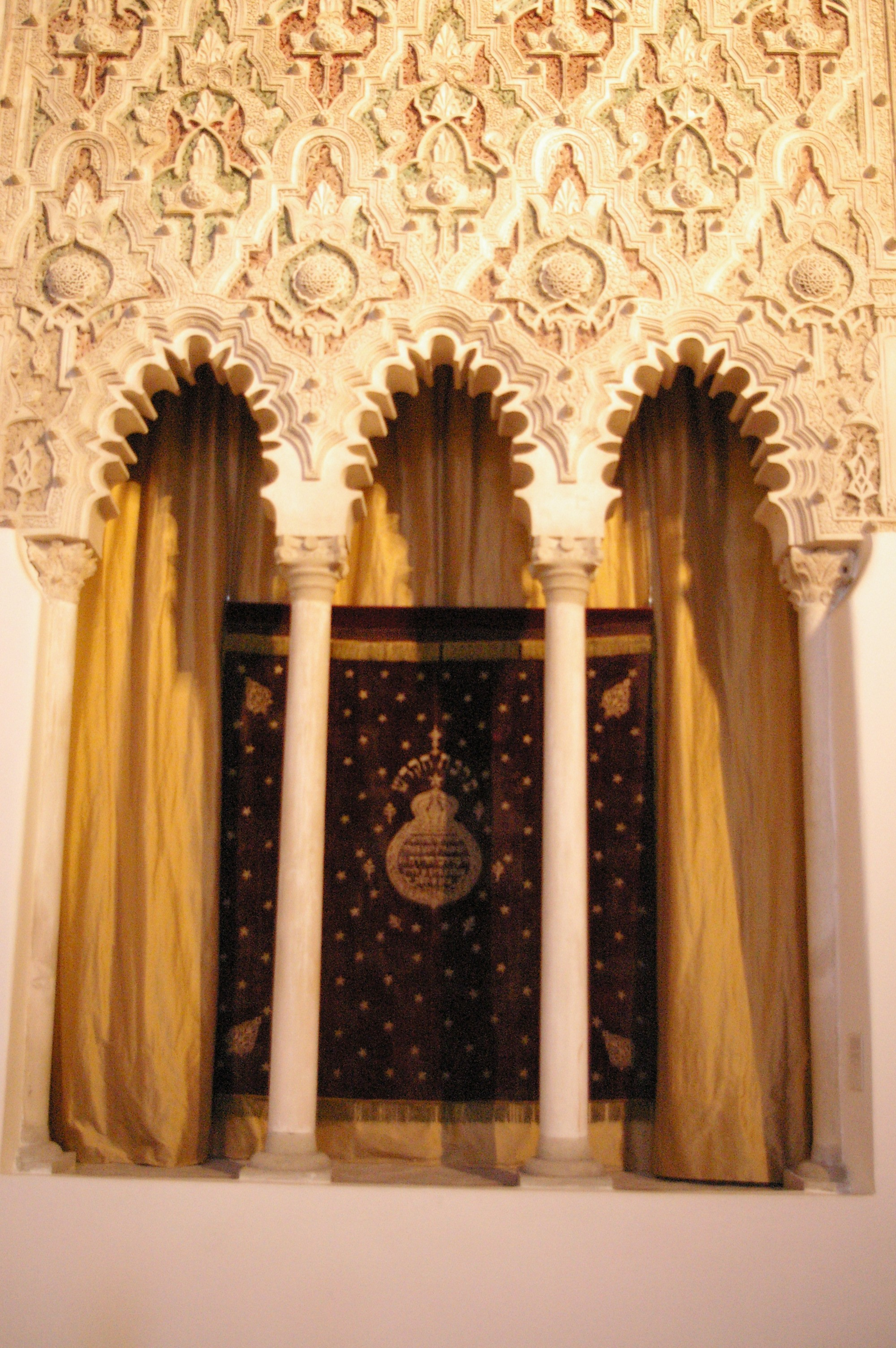
داخلية
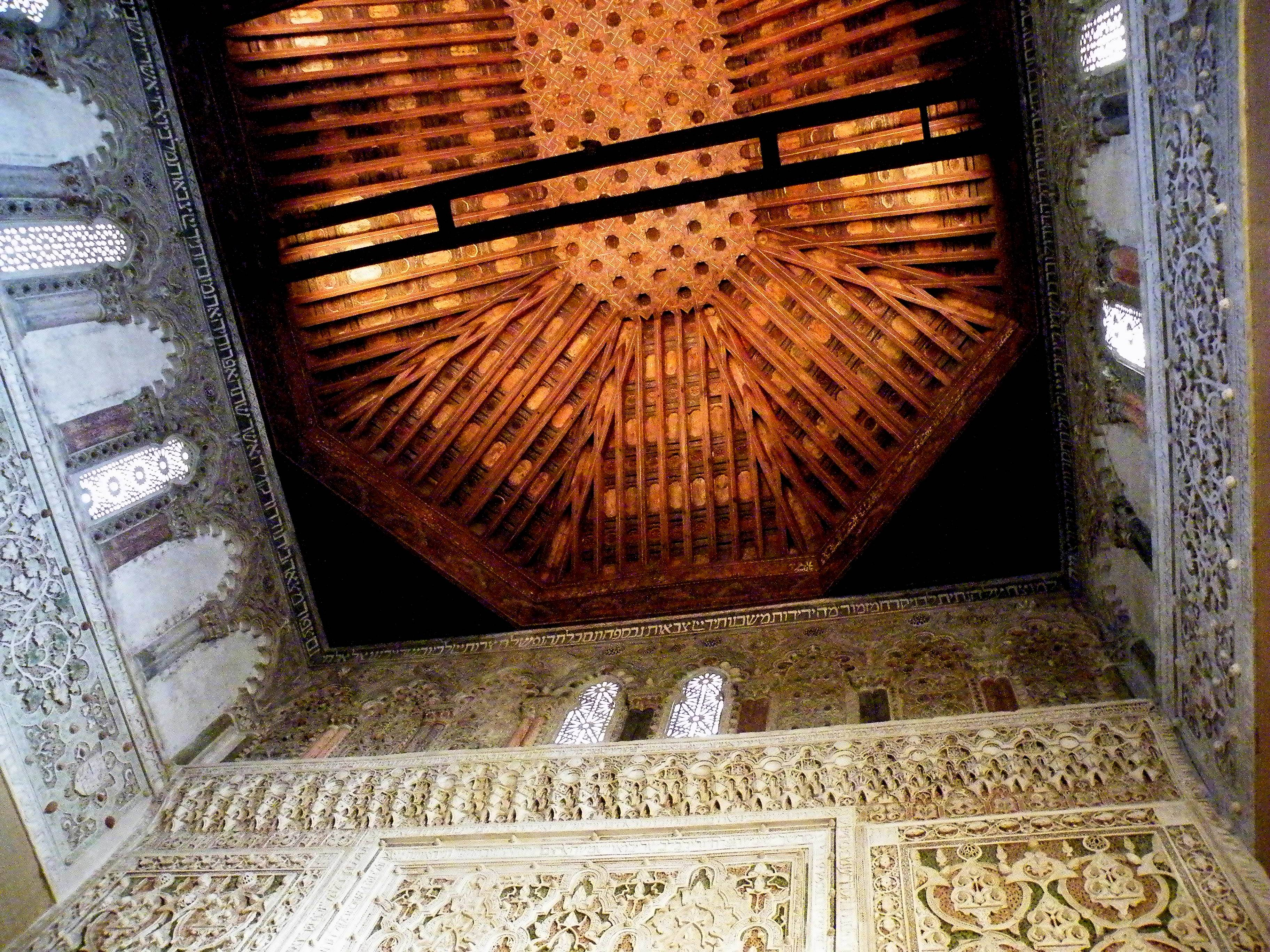
منظر نحو السقف
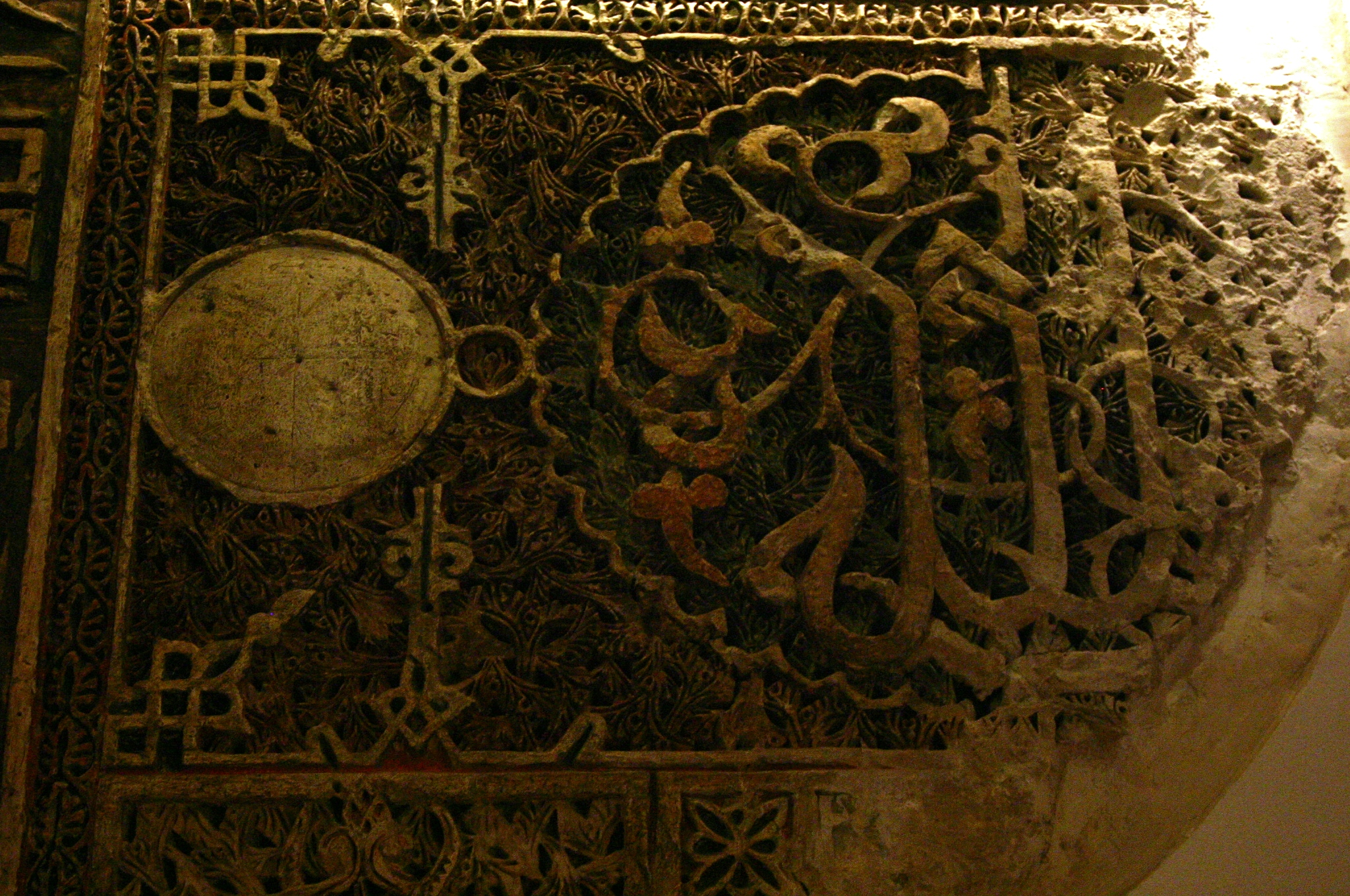
نقش بارز على الباب
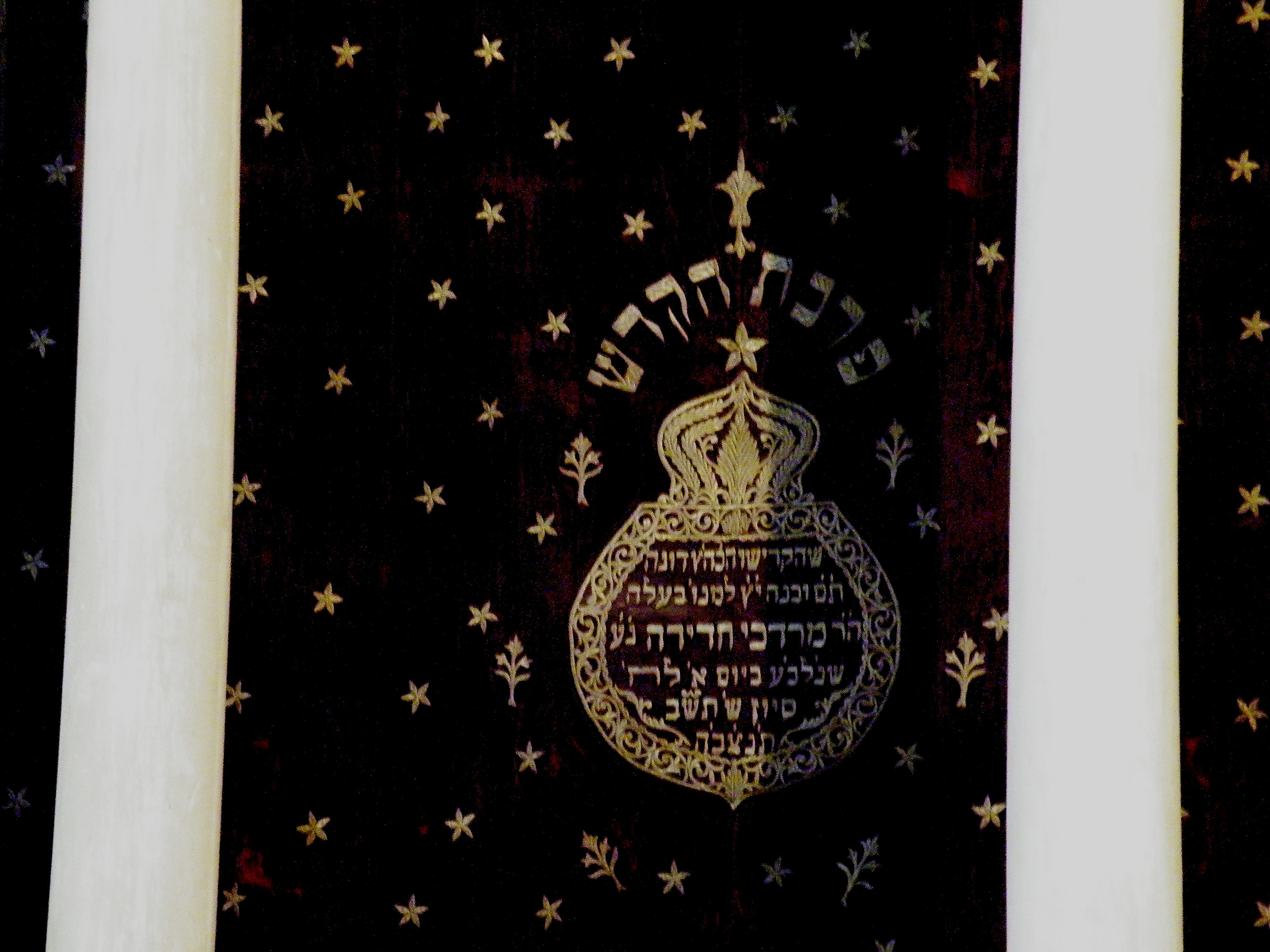
ستر خزانة التوراة
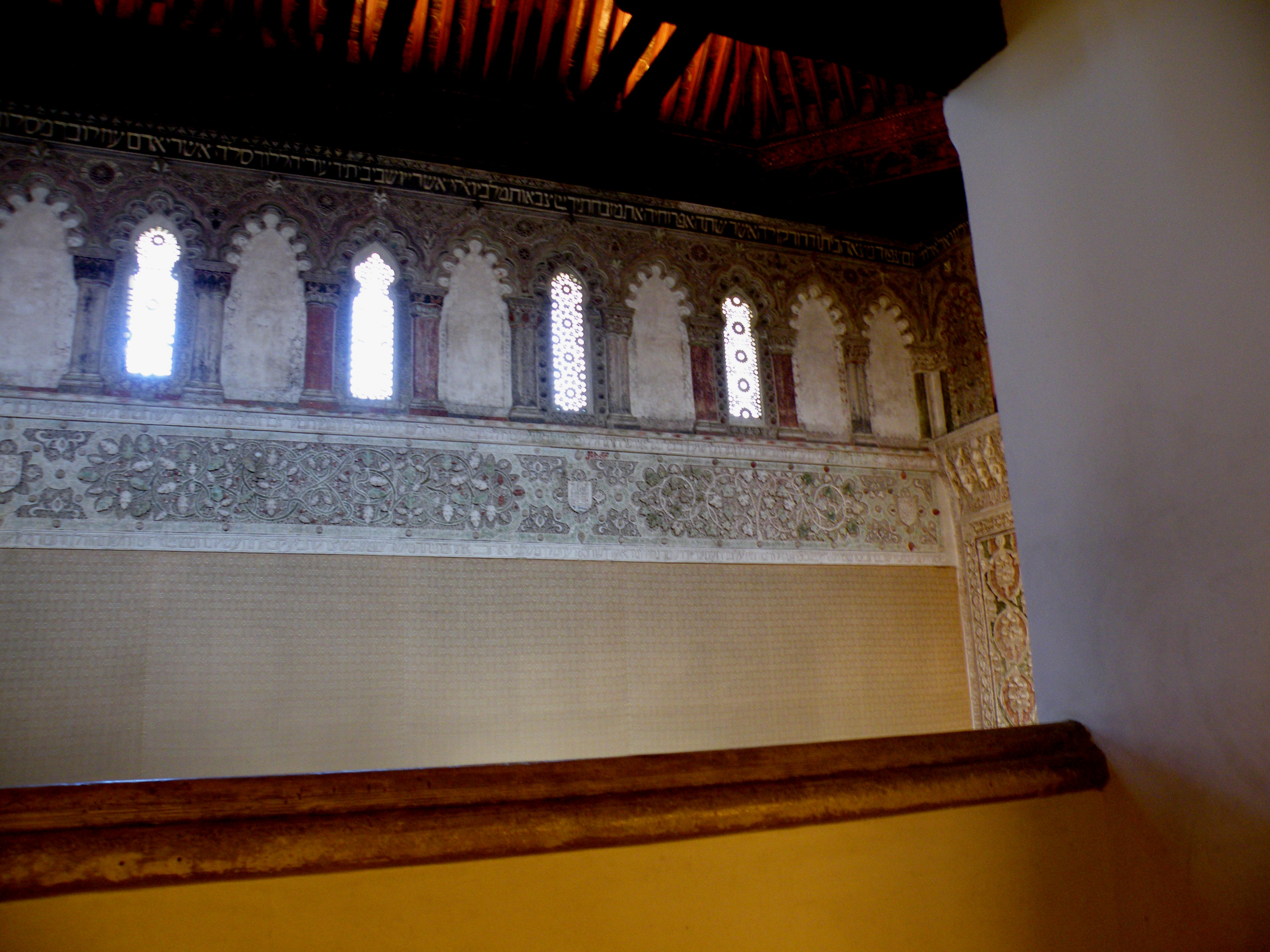
منظر من مشرف النساء
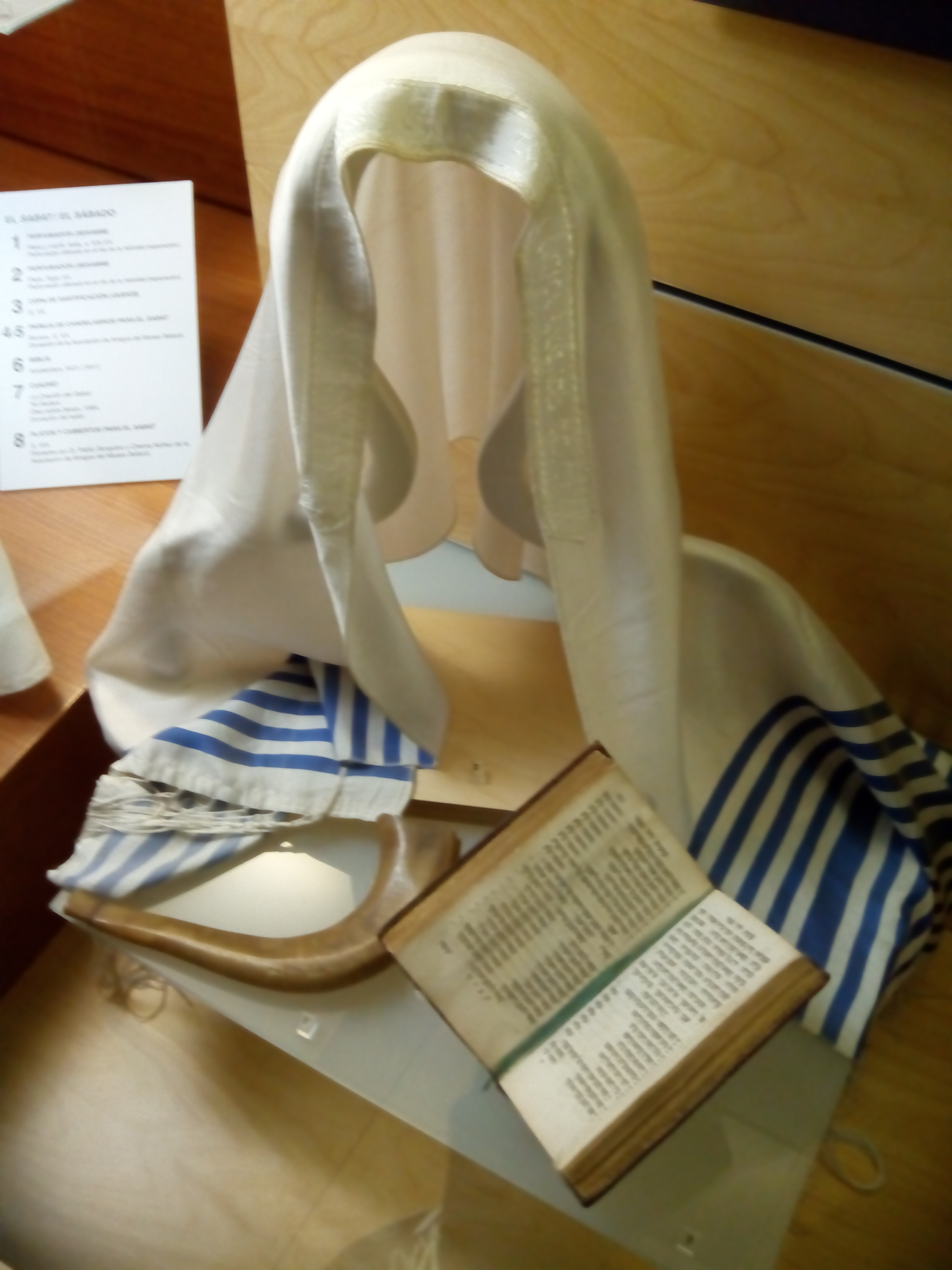
تاليت
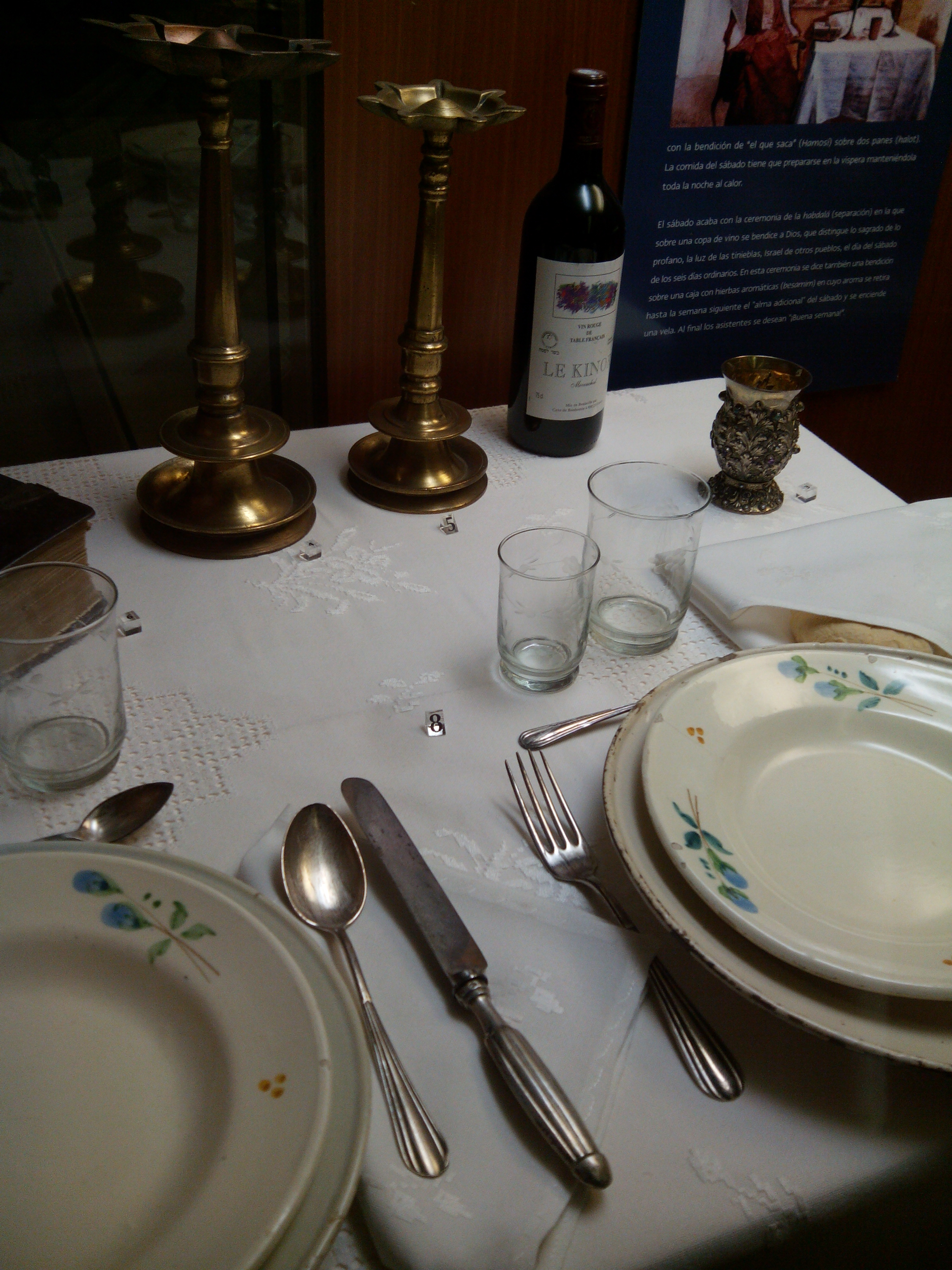
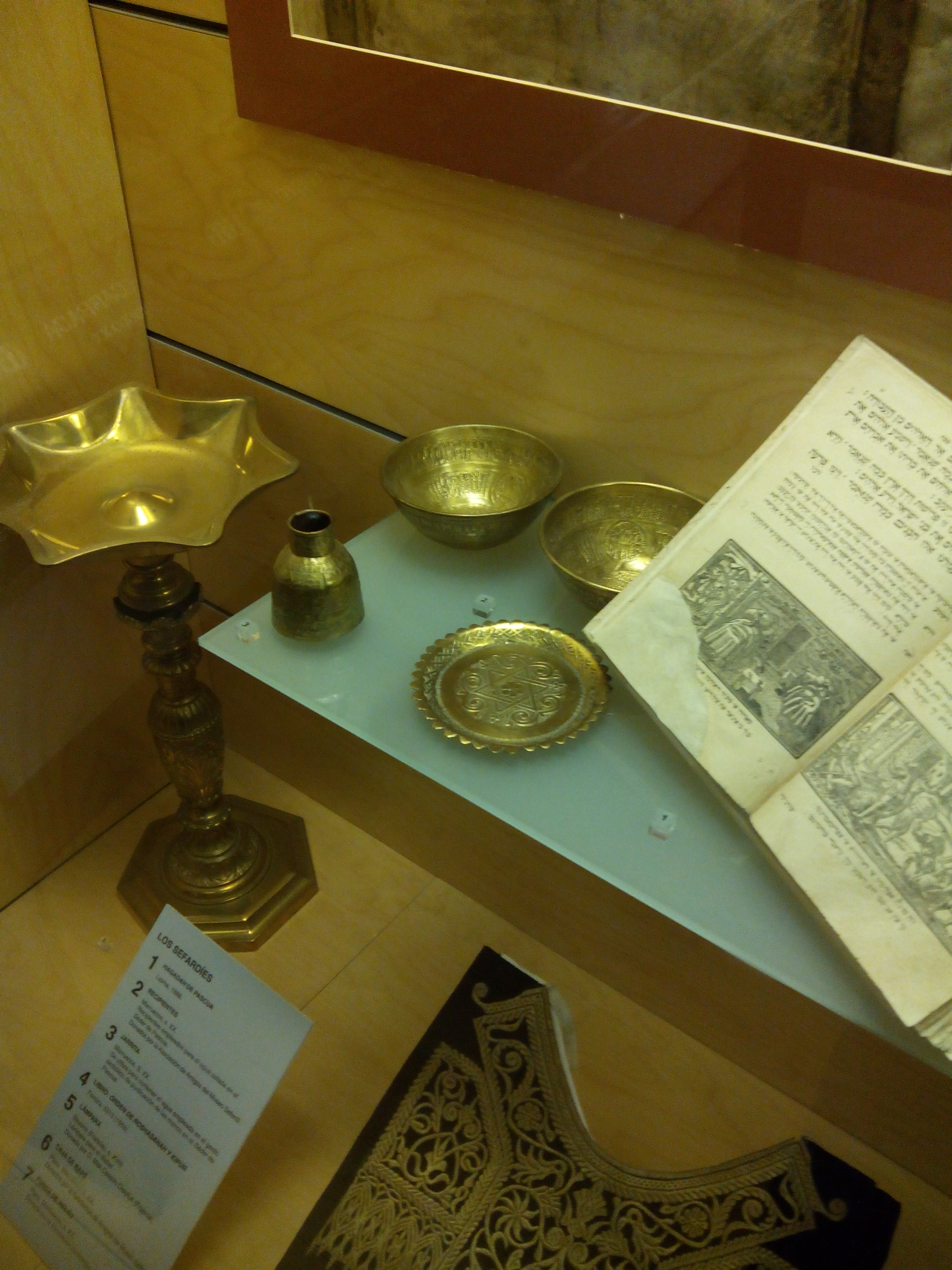
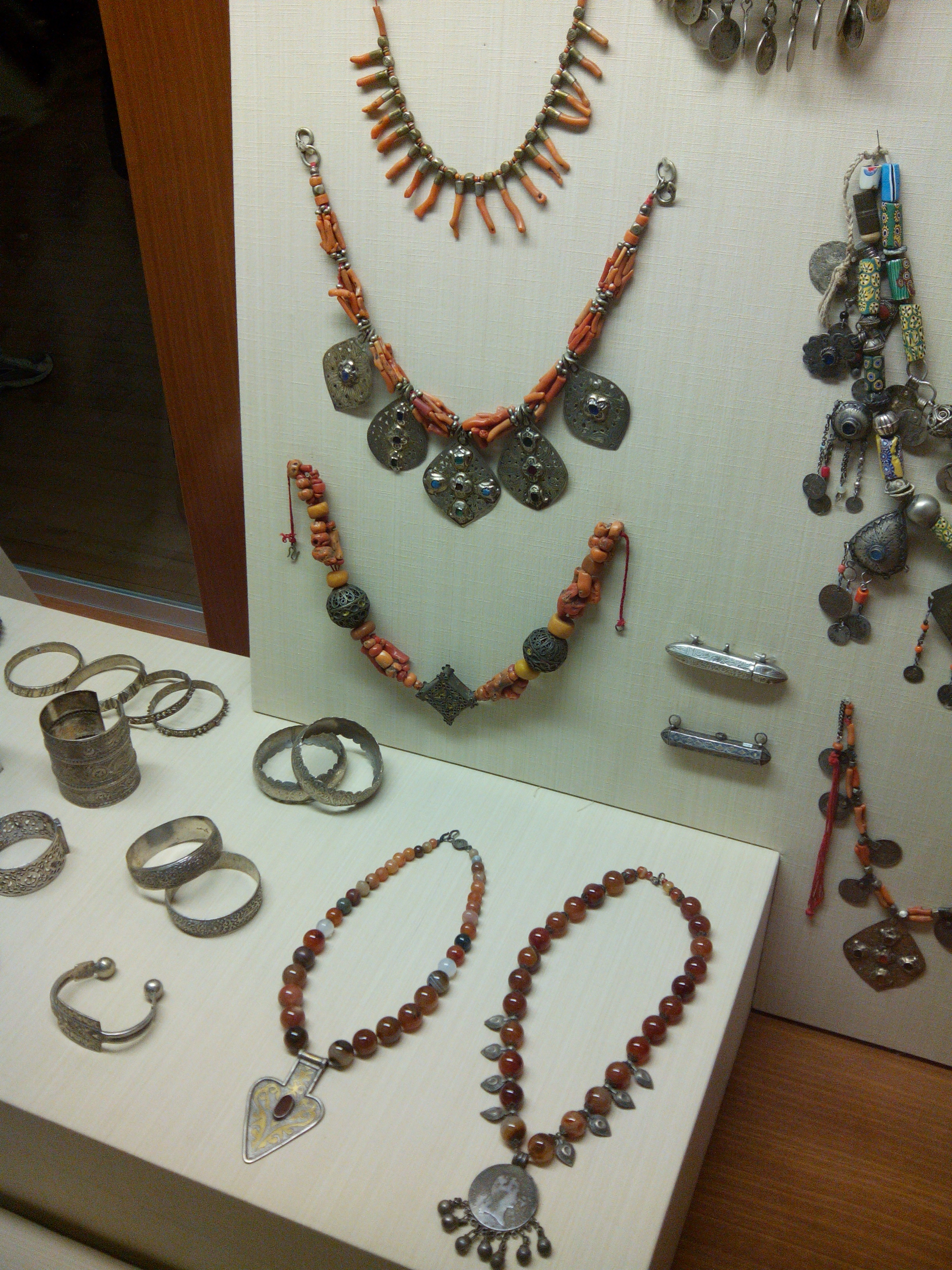
حلي
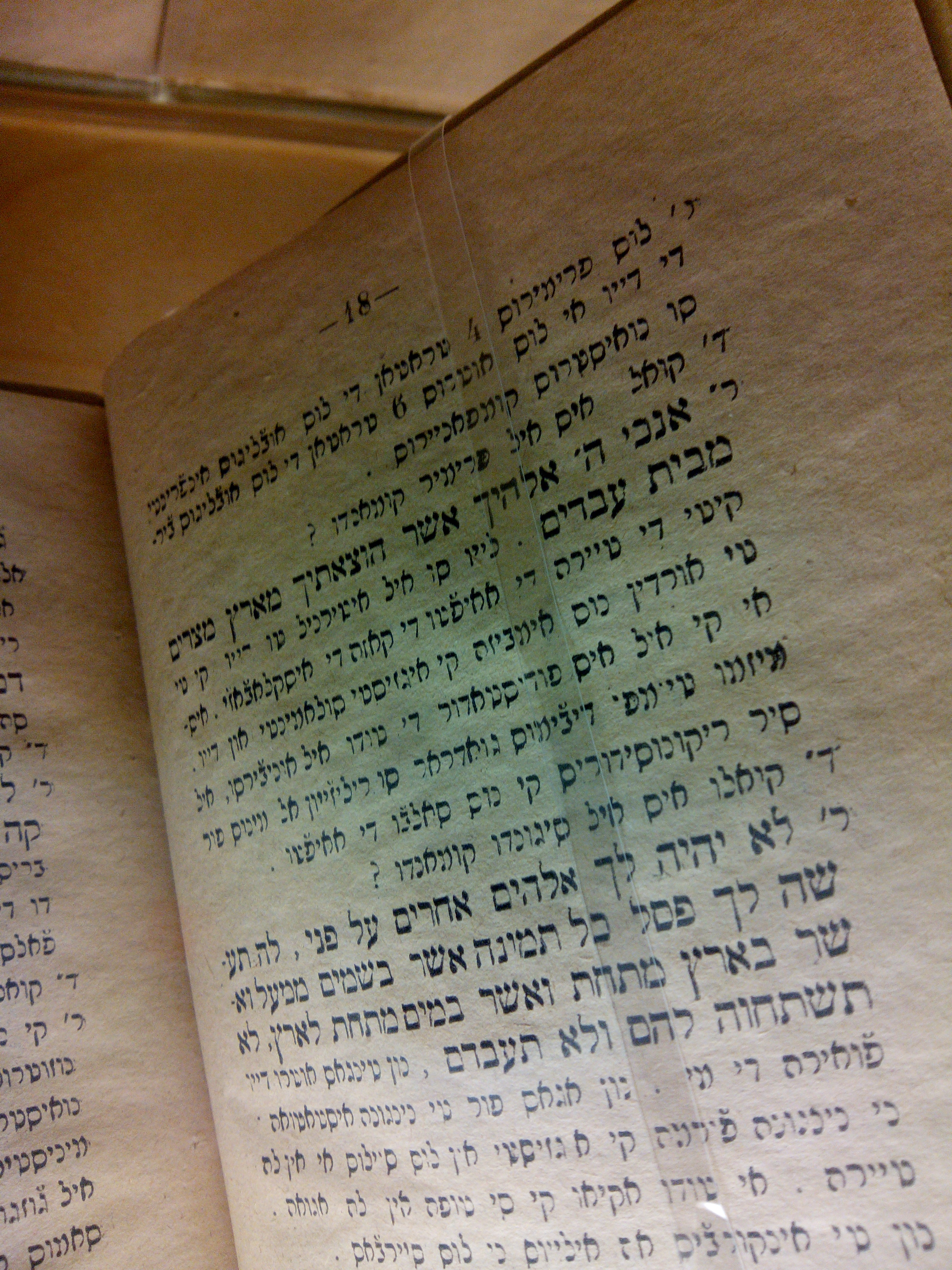